# Exocentrus pseudovaripennis
Exocentrus pseudovaripennis là một loài bọ cánh cứng trong họ Cerambycidae.